# Karl-Günther von Hase

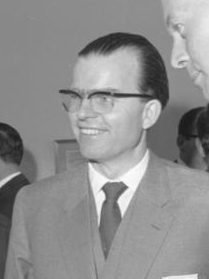
Karl-Günther von Hase (1964)

Karl-Günther Paul Otto von Hase (* 15. Dezember 1917 auf Gut Wangern, Landkreis Breslau, Niederschlesien; † 9. Mai 2021 in Bonn-Bad Godesberg) war ein deutscher Offizier, Diplomat und Rundfunk-Intendant. Im Zweiten Weltkrieg wurde der Berufsoffizier Hase als Generalstabsoffizier eingesetzt. Er war von 1962 bis 1967 unter den Bundeskanzlern Adenauer, Erhard und Kiesinger Chef des Presse- und Informationsamtes der Bundesregierung. Danach war er Staatssekretär im Bundesministerium der Verteidigung und als solcher politischer Beamter. Von 1970 bis 1977 wirkte er als deutscher Botschafter in London. Von 1977 bis 1982 war er als ZDF-Intendant tätig.

## Familie
Günther von Hase war ein Urenkel des 1883 geadelten evangelischen Kirchenhistorikers Karl von Hase. Seine Eltern waren der preußische Major a. D. Günther von Hase (1881–1948), der von 1920 bis zum vorzeitigen Ruhestand 1934 als Polizeioffizier, zuletzt als Oberst der Landespolizei und Stabschef in Berlin, Dienst tat, und dessen Frau Ina, geb. Hicketier (1882–1972). Sein Vater galt den Nationalsozialisten als „politisch unzuverlässig“. Sein Onkel Generalleutnant Paul von Hase war von 1940 bis 1944 Wehrmachtskommandant von Groß-Berlin und wurde 1944 als Widerstandskämpfer gegen den Nationalsozialismus hingerichtet; der lutherische Theologe und Widerstandskämpfer Dietrich Bonhoeffer († 1945) war ein Vetter von Hases.
Günther von Hase heiratete per Ferntrauung am 13. Februar 1945 und – nach seiner Entlassung aus der Kriegsgefangenschaft – am 30. Dezember 1949 auch kirchlich in Rendsburg in Schleswig-Holstein die aus Ostpreußen stammende Krankenschwester Renate Stumpff (1925–2011), eine Tochter des Generalobersten der Luftwaffe Hans-Jürgen Stumpff. Das Ehepaar hatte fünf Töchter.
Von Hase wohnte in einer Stadtvilla im Bonner Stadtteil Schweinheim (Bad Godesberg). Seine letzte Ruhestätte fand er in der Familiengrabstätte auf dem Alten Friedhof Wannsee.

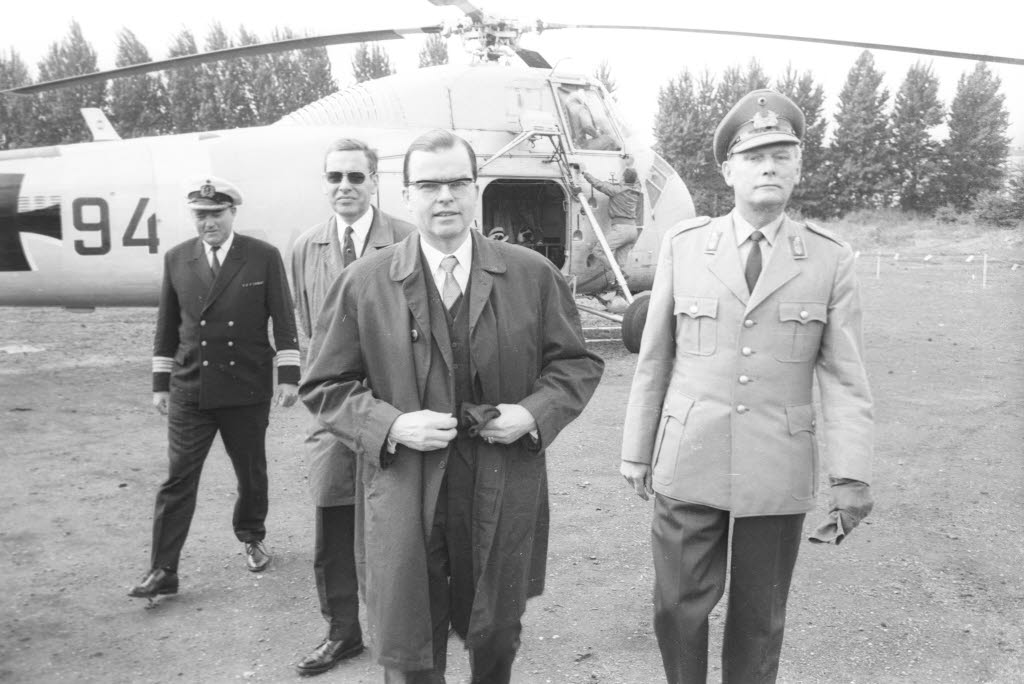
von Hase in Kiel, 1968

## Militärischer Werdegang
Günther von Hase wurde zwar im niederschlesischen Wangern geboren, wuchs aber in Berlin auf. Hier besuchte er das humanistische Prinz-Heinrich-Gymnasium in Berlin-Schöneberg, wo er 1935 das Abitur ablegte. Nach dem anschließenden Reichsarbeitsdienst schlug er die Laufbahn eines Berufsoffiziers ein und trat 1936 in Hannover/Celle als Fahnenjunker des Artillerie-Regiments 19 in die Wehrmacht ein. 1936/37 besuchte er die Kriegsschule in Potsdam.
Im Zweiten Weltkrieg nahm er am Kriegsgeschehen in Polen, Frankreich, in der Sowjetunion und Italien teil: Im Jahre 1940 wurde er Regimentsadjutant des Artillerie-Regiments 92, später dann Batteriechef im Panzer-Artillerie-Regiment 92. 1942 wurde er in Russland verwundet. Als Angehöriger der Führerreserve im Oberkommando des Heeres war er 1943 zum Stab der 161. Infanterie-Division und zum Generalstab des XI. Armeekorps (11.) kommandiert. 1943/44 absolvierte er den Generalstabslehrgang in Hirschberg.
Im Mai 1944 wurde er zum Generalstab kommandiert, im Juni erfolgte die Beförderung zum Major. Er war dann als Erster Generalstabsoffizier (Ia) zum Stab des Befehlshabers der Operationszone Alpenvorland kommandiert, wo er beim LXXVI. Armeekorps (76.) im oberitalienischen Predappio stationiert war. Nach dem gescheiterten Attentat vom 20. Juli 1944 wurde er als Neffe des Widerstandskämpfers Paul von Hase zunächst – wie auch seine Eltern – in „Sippenhaft“ genommen und vom Heerespersonalamt beurlaubt, anschließend aber an die Ostfront geschickt, um unter Oberst Heinrich Remlinger die Festung Schneidemühl zu verteidigen.
Im Februar 1945 geriet er in sowjetische Kriegsgefangenschaft, wo er bis Dezember 1949 in verschiedenen Lagern verblieb.

## Ziviler Werdegang
1950/51 besuchte von Hase die Diplomatenschule in Speyer; anschließend trat er in den diplomatischen Dienst des Auswärtigen Amtes (AA) ein. 1951/52 war er im Protokoll tätig. Mit einem Stipendium studierte er 1952 amerikanische Geschichte an der Georgetown University, einer Eliteuniversität in Washington, D.C./USA. Von 1953 bis 1956 war er Gesandtschaftsrat an der Deutschen Botschaft Ottawa in Kanada, die seinerzeit von Carl Werner Dankwort geleitet wurde. 1956 wurde von Hase im AA in Bonn als Legationsrat I. Klasse stellvertretender Leiter des Pressereferats, dessen Leitung er 1958 übernahm; Außenminister war damals Heinrich von Brentano (CDU). 1959 erfolgte die Beförderung zum Vortragenden Legationsrat I. Klasse. 1961 wurde er im Range eines Ministerialdirektors, des jüngsten der deutschen Nachkriegsgeschichte, zum Leiter der Politischen Abteilung West II bestellt. Diese war für die Referate NATO, Verteidigung, Großbritannien, USA, Mittel- und Südamerika und Afrika südlich der Sahara zuständig.

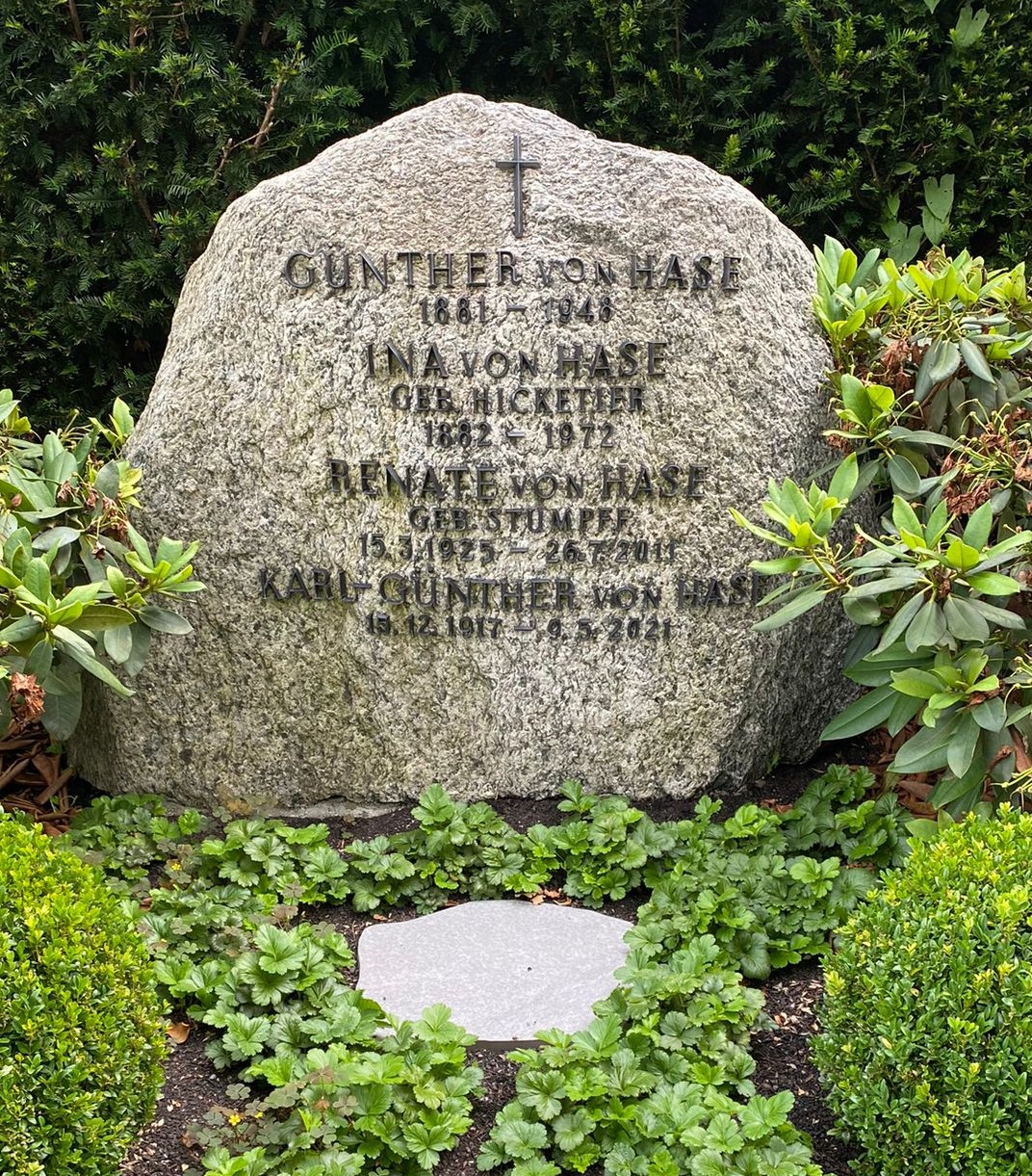
Grabstätte auf dem Alten Friedhof Wannsee

Von 1962 bis 1967 war er als Nachfolger von Felix von Eckardt, der Bundesbevollmächtigter in Berlin wurde, im Range eines beamteten Staatssekretärs Chef des Presse- und Informationsamtes der Bundesregierung und Regierungssprecher der Kabinette Konrad Adenauers, Ludwig Erhards und Kurt Georg Kiesingers (alle CDU).
Im Juli 1967 wurde von Hase einstimmig zum Intendanten der Deutschen Welle gewählt, die er allerdings auf Wunsch von Bundeskanzler Kiesinger Mitte Oktober wieder verließ, um 1968 an Stelle von Karl Carstens, der als Chef in das Bundeskanzleramt wechselte, beamteter Staatssekretär im Bundesministerium der Verteidigung zu werden. Mit dem Ende der Großen Koalition 1969 und dem damit einhergehenden Ministerwechsel von Gerhard Schröder (CDU) zu Helmut Schmidt (SPD) 1969 schied er aus diesem Amt aus.
Von 1970 bis 1977 war er als Nachfolger von Herbert Blankenhorn deutscher Botschafter an der Deutschen Botschaft London im Vereinigten Königreich. Danach war er als Ständiger Vertreter der Bundesrepublik Deutschland bei der EG in Brüssel vorgesehen, wurde dann aber für die Nachfolge des ZDF-Gründungsintendanten Karl Holzamer nominiert. Er amtierte von 1977 bis 1982 als Intendant des ZDF. In dieser Zeit war er u. a. ein Befürworter des dualen Rundfunksystems. 1978 reiste er mit einer Delegation in die Volksrepublik China. 1982 trat er nicht erneut an und wurde in den Ruhestand verabschiedet; sein Nachfolger wurde Dieter Stolte. 1985 war er Sonderbotschafter und Leiter der Bonner Delegation während des gesamteuropäischen KSZE-Kulturforums in Budapest, Ungarn.

## Sonstiges
Von Hase betätigte sich auch als Autor und Herausgeber, so war er Mitherausgeber des Buches Die Soldaten der Wehrmacht.
1967 war er Mitglied des Rundfunkrats des Auslandsrundfunks Deutsche Welle und von 1968 bis 1970 des Deutschlandfunks. Seit 1968 war er Mitglied im (ehrenamtlichen) Beirat der Stiftung Bundeskanzler-Adenauer-Haus in Bad Honnef-Rhöndorf. Von 1981 bis 1993 war er 1. Vorsitzender der Deutsch-Englischen Gesellschaft (seit 2001: Deutsch-Britische Gesellschaft); wegen seines Engagements für die Königswinter-Konferenz wurde er zum Ehrenpräsidenten ernannt. 1981 war er Präsident der Generalversammlung des internationalen Rundfunkpreises Prix Italia. 1984 gehörte er zu den Gründungsmitgliedern des European Institute for the Media in Düsseldorf und Paris. Von 1987 bis 1995 war er Vorsitzender des European Advisory Committee von Radio Free Europe/Radio Liberty. 1989 trat er der CDU bei und wurde Mitglied des Ältestenrates. 

## Ehrungen und Auszeichnungen
1933–1945
- 1940: Eisernes Kreuz II. Klasse
- 1940: Eisernes Kreuz I. Klasse
- 1943: Deutsches Kreuz in Gold
- 1945: Ritterkreuz des Eisernen Kreuzes

nach 1945
- 1964: Großes Goldenes Ehrenzeichen mit dem Stern für Verdienste um die Republik Österreich[6]
- 1965: Großkreuz des Verdienstordens der Italienischen Republik
- 1965: Honorary Knight Commander of the Order of St Michael and St George[7]
- 1967: Karnevalsorden Wider den tierischen Ernst in Aachen
- 1969: Großes Verdienstkreuz des Verdienstordens der Bundesrepublik Deutschland
- 1972: Honorary Knight Grand Cross of the Royal Victorian Order[7]
- 1982: Großes Verdienstkreuz mit Stern und Schulterband des Verdienstordens der Bundesrepublik Deutschland
- 1987: Ehrendoktorwürde im Fachbereich Rechtswissenschaften der Universität Manchester
- 1993: Ehrenpräsident der Deutsch-Britischen Gesellschaft

## Schriften (Auswahl)
- (Hrsg.): Konrad Adenauer und die Presse (= Rhöndorfer Gespräche. Bd. 9). Bouvier, Bonn 1988, ISBN 3-416-02047-2.
- mit Hans Poeppel, Wilhelm Karl Prinz von Preußen (Hrsg.): Die Soldaten der Wehrmacht. Mit einem Geleitwort von Gerhard Stoltenberg, 6. Auflage (Sonderproduktion), Herbig, München 2000, ISBN 3-7766-2057-9.
- mit Johannes Marré (Hrsg.): Ministerialdirigent a. D. Dr. h. c. Edmund F. (Friedemann) Dräcker. Leben und Werk. Vom kaiserlichen Vizekonsul zum indischen Guru. Eine Dokumentation (= Herausragende Angehörige des Auswärtigen Dienstes. Lfg. 2. Beiträge zur Popularisierung deutscher Behörden. Reihe A. Das Auswärtige Amt. 4d). 2. (immer noch unvollendete) Auflage, Wissenschaftliche Verlags-Anstalt zur Pflege Deutschen Sinngutes, Baden-Baden 2000, ISBN 3-7890-6950-7.
- mit Reinhard Appel (Hrsg.): Preußen. 1701/2001. Eco, Köln 2001, ISBN 3-934519-80-6.
- Erinnerungen. WDV, Meckenheim 2010, ISBN 978-3-930376-71-1.
- Die Rache des Regimes an der Familie von Hase – der Neffe. In: Friedrich-Wilhelm von Hase (Hrsg.): Hitlers Rache. Das Stauffenberg-Attentat und seine Folgen für die Familien der Verschwörer. SCM Hänssler, Holzgerlingen 2014, ISBN 978-3-7751-5537-3, S. 69 ff. (Teil der Anne-Frank-Shoah-Bibliothek)